# Péter Gothár
Péter Gothár (* 28. srpna 1947 Pécs) je maďarský režisér, scenárista a scénograf.
Původně studoval hotelový management, od roku 1968 byl pomocným režisérem v Maďarské televizi. Vystudoval Filmovou a divadelní univerzitu v Budapešti, působil jako hlavní režisér, scénograf a kostýmní výtvarník v divadle v Kaposváru a v letech 1993 až 2019 byl zaměstnán v budapešťském Divadle Józsefa Katony. Hrál menší role v maďarských filmech Sup, Cena zlata a Náměsíčníci. Byl také filmovým pedagogem a v roce 2007 získal profesuru. V roce 1997 mu byla udělena Kossuthova cena a v roce 2014 ocenění A Nemzet Művésze, byl přijat do Széchenyiho akademie literatury a umění. Byl ženatý s herečkou Juli Bástiovou, jejich synem je filmový střihač Márton Gothár.
V roce 1979 natočil první film Darovaný den podle předlohy Pétera Zimreho a získal v Benátkách cenu pro nejlepšího debutanta. Ve filmu Čas se zastaví Gothár zobrazil atmosféru Maďarska na začátku šedesátých let, jeho hrdinové se vyrovnávají s dozvuky potlačeného povstání i s nástupem rock and rollu. Snímek získal cenu New York Film Critics Circle a byl zařazen mezi dvanáct nejlepších maďarských filmů dvacátého století. V dalším Gothárově filmu Pravá Amerika hraje Andor Lukáts muže středních let, který po emigraci do USA musí začínat od nuly. Na scénářích filmů Idő van a Pravá Amerika Gothár spolupracoval s Péterem Esterházym.
Film Pobočka, který Gothár natočil podle stejnojmenného románu Ádáma Bodora s Mari Törőcsikovou v hlavní roli, byl v roce 1995 uveden v Cannes v sekci Un certain regard a byl nominován na Oscara za nejlepší cizojazyčný film. Komedie o souboji drobných petrohradských zlodějíčků se stalinistickou policií Vaska Nechměviset se vyznačuje groteskní nadsázkou a originální výtvarnou stylizací, Gothár za ni získal cenu pro nejlepšího režiséra na karlovarském festivalu. Ve svém dalším díle Maďarská krása zasadil režisér příběh filmu Americká krása do reálií postkomunistického Maďarska, spoluautorem scénáře byl Pál Závada.
V roce 2019 byl Péter Gothár obviněn ze sexuálního obtěžování podřízených, režisér přiznal vinu a omluvil se za nevhodné chování. Byl propuštěn z divadla i z univerzity a organizace na obranu ženských práv vyzvaly k bojkotu jeho tvorby.

## Filmografie
- 1976 Rendörség (televizní film)
- 1979 Darovaný den
- 1981 Csere (televizní film)
- 1982 Čas se zastaví
- 1984 A revizor (televizní film)
- 1985 Hermelin (televizní film)
- 1986 Idő van
- 1988 Pravá Amerika
- 1991 Melodráma
- 1995 Pobočka
- 1996 Vaska Nechměviset
- 1997 Jancsi és Juliska
- 2000 A leghidegebb éjszaka (televizní film)
- 2001 Pas
- 2003 Maďarská krása
- 2005 Milota
- 2020 Hét kis véletlen